# Kel Carruthers
Pour les articles homonymes, voir Carruthers.
 Kelvin Carruthers, dit Kel Carruthers, né le 3 janvier 1938 à Sydney (Nouvelle-Galles du Sud), est un pilote australien, Champion du monde de vitesse moto titré en 1969 en catégorie 250 cm3.
Après sa carrière de pilote de moto, il est devenu directeur de l'équipe Yamaha USA qui mènera Kenny Roberts au titre mondial en catégorie 500 cm3 en 1978, 1979 et 1980 et ensuite Eddie Lawson en 1984, 1986 et 1988.
De 1966 à 1970, Kel Carruthers est membre successivement des équipes Aermacchi, Benelli, puis Yamaha et participe à 67 courses dans les championnats 125, 250, 350 et 500 cm3. Il remporte 7 victoires, 22 podiums, une pole position, 6 meilleurs tours en course et marque un total de 302 points en championnat du monde.

## Carrière
Kel Carruthers, en tant que fils du propriétaire d'un magasin de motos, a appris à travailler sur des motos dès son plus jeune âge, a commencé à rouler à dix ans et a participé à sa première course à douze ans.
Au début des années 1960, il remporte les championnats nationaux australiens des 125, 250, 350 et 500 cm3.
Au début de 1966, il déménage en Europe avec sa famille pour participer à des courses de short-circuit britanniques et internationales, y compris des événements du championnat du monde de Grand Prix sur une Drixton Aermacchi, et pour le début de la saison 1969 à moto pour l'usine Aermacchi. Il participe cette année là à son 1er Grand Prix en catégorie 350 cm3 au Grand Prix moto d'Ulster sur le circuit de Dundrod à l'ouest de Belfast, course remporté par Mike Hailwood sur une Honda.
À mi-parcours de la saison 1969, il se voit offrir un essai par l'usine Benelli et remporte la course 250 cm3 du Tourist Trophy. Après le  Tourist Trophy, Aermacchi le libére de son contrat afin qu'il continue la saison en tant que pilote d'usine avec Benelli. C'est ainsi qu'il remporte le championnat du monde de la catégorie 1969 après une bataille serrée en nombre de points marqués avec Santiago Herrero et Kent Andersson,.

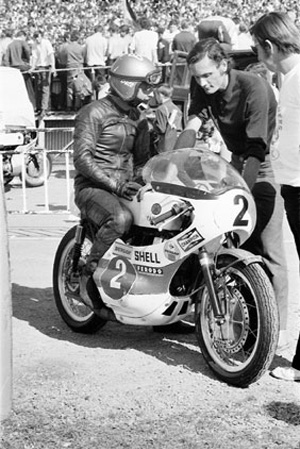
Kel Carruthers au Mallory Park en 1970.

Lors de la saison 1970, il remporte sa dernière victoire en catégorie 250 cm3 (sur 7 remportée dans la catégorie) au Grand Prix moto d'Ulster et il participe à son dernier Grand Prix en Espagne. Cette année là, il est second des 2 championnats du monde, en 250 cm3 derrière le Britannique Rodney Gould et en 350 cm3 derrière l'Italien Giacomo Agostini.
Après la saison des Grands Prix de 1970, il accepte une offre de Yamaha pour courir en Amérique. Yamaha lui demande de donner des leçons particulières à un jeune coureur de dirt track américain nommé Kenny Roberts.  
En 1973, Kel Carruthers devient le directeur de l'équipe de course américaine de Yamaha. Sous la direction de Carruthers, Roberts remporte le Grand National Championship 1973 et 1974 pour Yamaha.  
Lorsqu'il devient évident que Yamaha n'a pas de moto capable de rivaliser avec l'équipe dominante de dirt track de Harley Davidson, ils décident d'envoyer Carruthers et Roberts en Europe pour participer aux championnats du monde de course de vitesse,.  
Avec Kel Carruthers comme directeur technique et coach, Roberts remporte alors trois championnats du monde consécutifs en 1978, 1979 et 1980 en catégorie 500 cm3. 
Il dirige ensuite Eddie Lawson qui sera aussi champion du monde 500 cm3 en 1984.
Ensuite, Kel Carruthers travaille pour plusieurs équipes de Grand Prix jusqu'à la saison 1995. 
En 1996, il est employé par l'équipe de course de l'usine de motomarines Sea-Doo, les aidant à remporter plusieurs titres nationaux et mondiaux. 
Il revient à la moto en 1998 en dirigeant une équipe de moto-cross satellite Yamaha.
En 1985, Kel Carruthers a été intronisé au Sport Australia Hall of Fame Awards (en). Il a été intronisé au Motorcycle Hall of Fame en 1999.

## Résultats en Grands Prix motos
Système de points de 1950 à 1968 :
| Position | 1 | 2 | 3 | 4 | 5 | 6 |
| Points   | 8 | 6 | 4 | 3 | 2 | 1 |

Système de points après 1969 :
| Position | 1  | 2  | 3  | 4 | 5 | 6 | 7 | 8 | 9 | 10 |
| Points   | 15 | 12 | 10 | 8 | 6 | 5 | 4 | 3 | 2 | 1  |

- 1966 - Débuts difficiles[8],[1]
  - En 125 cm3, il participe aux GP de Finlande, d'Ulster, au  Tourist Trophy et au Grand Prix des Nations, mais ne marque aucun point.
  - En 350 cm3, il ne marque que 3 points pour sa 4e place en Finlande.
  - Aucun point non plus pour sa participation au  Tourist Trophy en 500 cm3, qu'il termine à la 11e place.
- 1967 - Légers mieux
  - En 125 cm3, il participe aux GP de Finlande (5e), d'Ulster (4e), au  Tourist Trophy (5e) et au  Grand Prix des Nations (7e) et totalise 7 points.
  - Aucun point lors de sa première participation en 250 cm3 au  Tourist Trophy (12e).
  - En 350 cm3, il marque 9 points pour ses 4e places en RDA et en Ulster, une 5e en RFA et une 6e aux Pays-Bas.
  - Il est non classé lors du  Tourist Trophy en 500 cm3.
- 1968 - Encore des progrès
  - En 125 cm3, il participe aux GP de RFA et d'Ulster (6e), au  Tourist Trophy (3e) sur une Honda et totalise 6 points.
  - Aucun point en 250 cm3 au  Tourist Trophy avec son Aermacchi.
  - En 350 cm3 sur Aermacchi, il marque 17 points grâce à 3 podiums; 2e en Ulster et 3e en RFA et en RDA, ainsi qu'une 4e place en Tchécoslovaquie, ce qui lui permet de finir 3e du championnat avec 17 points.
  - En 500 cm3, deux 5e places (Pays-Bas et Belgique) et trois 6e places ( Tourist Trophy, Ulster et Italie) lui rapporte 7 points.
- 1969 - La consécration
  - En 125 cm3, il participe aux GP d'Espagne (6e), de RFA (10e), de Tchécoslovaquie (9e) et au  Tourist Trophy (2e) sur une Aermacchi et marque 20 points.
  - C'est en 250 cm3 sur une Benelli qu'il fait sa meilleure saison avec trois victoires ( Tourist Trophy, Ulster et Yougoslavie), deux 2e places (Pays-Bas et Italie), deux 3e places (Belgique et Tchécoslovaquie), une 4e en Finlande et une 5e en RDA. Avec 89 points acquis il remporte son 1er et unique titre mondial.
  - En 350 cm3 (Aermacchi), il assure un podium (2e) en Espagne, une 6e place en RFA et trois 7e places (Pays-Bas, RDA et Tchécoslovaquie). Ses 29 point lui valent la 7e place de la catégorie.
  - En 500 cm3, une 8e place en RFA ne lui rapporte que 3 points. Comme en 350 cm3 il est non classé lors de ses participations au Tourist Trophy de l'Île de Man.
- 1970 - Une bonne dernière saison
  - Désormais sur une Yamaha en 250 cm3, il effectue la seule pole position de sa carrière au Grand Prix de France qu'il ne termine pas, mais remporte les 4 courses de RFA, du  Tourist Trophy, de Tchécoslovaquie et d'Ulster et termine 2e en Belgique et en Italie. Ces 6 podiums lui valent 84 points et il est vice-champion du monde derrière Rodney Gould.
  - De même, en 350 cm3, ses deux 2e places (RFA et Yougoslavie), sa 3e en RDA et ses trois 4e places (Pays-Bas, Tchécoslovaquie et Finlande) et malgré un abandon au  Tourist Trophy, le place vice-champion d'Agostini avec 58 points.